# Шлехтсарт
Шлехтсарт (њем. Schlechtsart) општина је у њемачкој савезној држави Тирингија. Једно је од 43 општинска средишта округа Хилдбургхаузен. Према процјени из 2010. у општини је живјело 168 становника. Посједује регионалну шифру (AGS) 16069041.

## Географски и демографски подаци
Шлехтсарт се налази у савезној држави Тирингија у округу Хилдбургхаузен. Општина се налази на надморској висини од 330 метара. Површина општине износи 4,6 km². У самом мјесту је, према процјени из 2010. године, живјело 168 становника. Просјечна густина становништва износи 37 становника/km².